# Centrale nucléaire José Cabrera
La Centrale nucléaire José Cabrera (ou Zorita) est une centrale nucléaire espagnole installée à Zorita près de Guadalajara comprenant un petit réacteur à eau pressurisée.

## Description
Ce réacteur est du type à eau pressurisée (REP) de première génération. Construit par la compagnie américaine Westinghouse, il a une puissance nominale de 153 MWe. Il appartient à la compagnie Union Fenosa et il a été mis sur le réseau en 1969. Après 37 ans de fonctionnement, il a été retiré du réseau en avril 2006 pour être ultérieurement démantelé.